# تاريخ المحرك البخاري

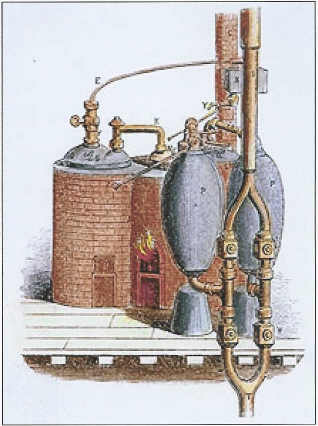

كان أول محرك بخاري بدائي ذكره التاريخ هو «الأيوليبيل» الذي وصفه هيرون الإسكندري في مصر الرومانية في القرن الأول للميلاد. اقتُرحت بعد ذلك عدة أجهزة تعمل على البخار وجُربت، كسيخ الشواء الذي اقترحه تقي الدين، والعنفة البخارية في مصر العثمانية في القرن السادس عشر، ومضخة توماس سيفري البخارية في إنجلترا في القرن السابع عشر. في عام 1712، أصبح المحرك الجوي الذي اخترعه توماس نيوكومن أول محرك ناجح تجاريًا يستخدم مبدأ الأسطوانة والمكبس، وهو النوع الأساسي من المحركات البخارية المستخدمة حتى بدايات القرن العشرين. كان المحرك البخاري يُستخدم لضخ الماء من مناجم الفحم.
خلال الثورة الصناعية، بدأت المحركات البخارية تستبدل طاقة الرياح والماء، وأصبحت في النهاية المصدر الأكثر انتشارًا للطاقة في أواخر القرن التاسع عشر، وبقيت كذلك في العقود الأولى من القرن العشرين، حتى أتت العنفة البخارية ومحرك الاحتراق الداخلي ذوي الفعالية الأكبر، ونتج عن ذلك الاستبدال السريع للمحركات البخارية. أصبحت العنفة البخارية أكثر طريقة مستخدمة لقيادة مولدات الطاقة الكهربائية. تجري حاليًا دراسات لمدى عملية إعادة إحياء المحرك البخاري الترددي بوصفه أساسًا للموجة الجديدة من تكنولوجيا البخار المتقدمة.

## محركات التكاثف الجوية

### محرك نيوكومن «الجوي»
يمكن القول عن نيوكومن باختراعه «المحرك الجوي» في عام 1712 إنه أول من جمع العناصر الأساسية التي حددها بابين لتطوير أول محرك بخاري عملي قد يكون عليه طلب تجاري. كان هذا على شكل محرك ترددي عتلي يركب على مستوى سطح الأرض ويقود مجموعة مضخات على أحد طرفي العتلة. كان المحرك المتصل بسلاسل من الطرف الآخر للعتلة يعمل على مبدأ الضغط الجوي أو مبدأ التخلية الهوائية.
استخدم تصميم نيوكومن عناصر من نماذج نظرية سابقة. استخدم محرك نيوكومن، كما تصميم سيفري، البخارَ المبرد بالماء للتخلية. ولكن على عكس مضخة سيفري، فقد استخدم محرك نيوكومن الخلاء لسحب مكبس بدلًا من سحب الماء مباشرةً. كان الطرف الأعلى من الأسطوانة مفتوحًا للضغط الجوي، وحين يتشكل الخلاء، كان الضغط الجوي أعلى المكبس يدفعه إلى الداخل باتجاه الأسطوانة. كان المكبس مشحمًا ومختومًا بطبقة رقيقة من الماء من نفس الخزان الذي يعطي ماء التبريد. رش نيوكومن الماء مباشرةً في الأسطوانة لتحسين الأثر التبريدي.
كان المكبس معلقًا بسلسلة إلى جائز كبير مثبت من منتصفه. حين يسحب المكبس الجائز، كان الطرف الآخر منه يرتفع إلى الأعلى. كان هذا الطرف مربوطًا بقضيب يسحب سلسلة من أذرع المضخات التقليدية في المنجم. في نهاية شوط القدرة هذا، كان يُعاد فتح صمام البخار، ليسحب وزن القضبان الجائز إلى الأسفل، ومن ثم يرتفع المكبس ويعود البخار ليدخل إلى الأسطوانة من جديد.
سمح استخدام المكبس والجائز لمحرك نيوكومن بتشغيل المضخات على مستويات مختلفة على امتداد المنجم، بالإضافة إلى زوال الحاجة إلى أي بخار عالي الضغط. كان النظام معزولًا بأكمله في بناء واحد على السطح. رغم عدم ارتفاع مردودها واستهلاكها الكبير للفحم (بالمقارنة مع المحركات اللاحقة)، رفعت هذه المحركات حجومًا من الماء أكبر بكثير ومن أعماق أكبر مما كان ممكنًا في السابق. رُكب أكثر من 100 محرك نيوكومن حول إنجلترا بحلول عام 1735، ويُقدَّر أن 2000 محرك كان يعمل بحلول عام 1800 (بما فيها النسخ التي طورها واط).
أجرى جون سميتون العديد من التعديلات على محرك نيوكومن، أشهرها على طريقة الإحكام، فمن خلال تحسينه إياها، كان قادرًا على مضاعفة الفعالية بنحو ثلاث أضعاف. فضل أيضًا استخدام العجلات بدل الجوائز لنقل القدرة من الأسطوانة، ما جعل محركاته أصغر وأكثر تماسكًا. كان سميتون أول من طور نظرية محكمة لتصاميم عمل محركات البخار. عمل رجوعًا من الهدف المطلوب (مسألة هندسة عكسية) لحساب مقدار القدرة التي تحتاج إليها المهمة المطلوبة من المحرك، ثم حجم الأسطوانة التي ستوفر هذه القدرة وسرعتها، ثم حجم المرجل المطلوب لتغذيتها، ثم مقدار الوقود الذي سيستهلكه المرجل. طُورت هذه المحركات تجريبيًا بعد دراسة العشرات من محركات نيوكومن في كورنوول ونيوكاسل، وبناء جون سميتون محركه التجريبي الخاص في منزله في أوسثورب في عام 1770. بحلول وقت تقديم محرك واط بعد بضع سنوات، كان سميتون قد بنى عشرات المحركات التي كان كل منها أكبر من سابقه وصولًا إلى مجال قدرة 100 حصان بخاري.

### مكثفة واط المنفصلة
في أثناء عمله في جامعة غلاسغو صانعًا للأدوات ورجل صيانة في عام 1759، تعرف جيمس واط على قوة البخار عن طريق الأستاذ جون روبيسون. بدأ واط المذهول بقراءة كل ما يمكنه عن هذا الموضوع، وطور مبدأ الحرارة الكامنة وحده بشكل مستقل عما نشره جوزيف بلاك حديثًا في نفس الجامعة. عندما علم واط بامتلاك الجامعة نموذجًا صغيرًا عاملًا لمحرك نيوكومن، ضغط لاستعادته من لندن حيث كانوا يحاولون إصلاحه دون جدوى. أصلح واط الآلة، ولكنه وجد أنها بالكاد تعمل حتى عند إصلاحها بالكامل.
بعد العمل على التصميم، استنتج واط أن 80% من البخار الذي يستخدمه المحرك كان يُهدر بلا فائدة. بدلًا من أن يوفر قوة دفع، كان يسخّن الأسطوانة وحسب. في تصميم نيوكومن، كان كل شوط قدرة يبدأ برذ الماء البارد، الذي كان يبرد جدران الأسطوانة بالإضافة إلى تكثيفه البخار. كان يجب تعويض هذه الحرارة قبل أن تبدأ الأسطوانة بقبول البخار من جديد، لذا فعند إعادة فتح صمام البخار، كانت الأغلبية العظمى منه تتكاثف على الجدران الباردة فور دخولها إلى الأسطوانة. كان الموضوع يتطلب مقدارًا معتدًا به من الوقت والبخار قبل إعادة تسخين الأسطوانة وبدء البخار بملئها.
حل واط مشكلة رذاذ الماء بإزالة الماء البارد إلى أسطوانة مختلفة، تقع بقرب أسطوانة القدرة. فور اكتمال شوط السحب، يفتح صمام بين الأسطوانتين، وأي بخار يدخل الأسطوانة سيتكاثف داخل هذه الأسطوانة الباردة. سيخلق هذا خلاءً يسحب مزيدًا من البخار إلى الأسطوانة، وهكذا إلى أن يتكاثف البخار بمعظمه، وعندها يغلق الصمام، ويستمر عمل الأسطوانة الأساسية كما في محرك نيوكومن التقليدي. بما أن أسطوانة القدرة بقيت في هذه الحالة بدرجة حرارة العمل خلال كامل العملية، فالنظام مستعد لشوط آخر فور عودة المكبس إلى الأعلى. كانت الأسطوانة تُغلف بمعطف في مكان دخول البخار للحفاظ على درجة الحرارة. أنتج واط نموذجًا عاملًا في عام 1765.
مقتنعًا بأن هذا تطوير عظيم ومهم، دخل واط في شراكات لتوفير رأس مال مُخاطر في حين عمل على التصميم. عمل واط وهو غير مقتنعٍ بهذا التحسين الوحيد على سلسلة من التحسينات الأخرى لكل جزء من المحرك عمليًا. زاد واط تطوير النظام بإضافة مضخة تخلية هواء لسحب البخار من الأسطوانة إلى المكثف، محسنًا بذلك أوقات الدورة بشكل أكبر. من تغييراته الأكبر على تصميم نيوكومن إغلاقُ الجزء العلوي من الأسطوانة وإدخال البخار منخفض الضغط فوق المكبس. لم تعد القدرة بذلك ناتجة عن الفرق بين الضغط الجوي والخلاء، بل عن ضغط البخار والخلاء، وهي قيمة أكبر إلى حد ما. في شوط العودة إلى الأعلى، كان البخار في الأعلى يُنقل عبر أنبوب إلى الجزء السفلي من المكبس جاهزًا ليتكاثف لأجل الشوط المتجه إلى الأسفل. كان الإحكام في محرك نيوكومن يتحقق بالحفاظ على كمية صغيرة من الماء على الجزء العلوي. لم يعد هذا ممكنًا في محرك واط بسبب وجود البخار. عمل واط جاهدًا ليجد طريقة إحكام تنفع، إلى أن استخدم مزيجًا من الزيت والشحم. كانت ذراع المكبس تمر أيضًا عبر غدة محكمة بنفس الطريقة على غطاء الأسطوانة العليا.

كانت مشكلة إحكام المكبس ناتجةً عن عدم وجود طريقة لإنتاج أسطوانة مستديرة بما يكفي. حاول واط تجربة الأسطوانات المصنوعة بتجويف حديد الصب (الفونط)، ولكنها كانت بعيدة جدًا عن الشكل الدائري، فاضطر إلى استخدام أسطوانات الحديد المطروق. الاقتباس الآتي من جوزيف رو (1916):
«حين رأى جون سميتون المحرك لأول مرة، أبلغ جمعية المهندسين بأن «المعدات والعمال الموجودين لا يستطيعون تصنيع آلة معقدة كهذه بالدقة الكافية»».
اعتبر واط أخيرًا أن التصميم أصبح جيدًا بما يكفي للإطلاق في عام 1774، وأطلق محرك واط إلى السوق. بسبب وجود أجزاء كبيرة من التصميم يمكن إضافتها بسهولة إلى محركات نيوكومن الموجودة، لم تكن هناك حاجة إلى بناء محركات جديدة بالكامل في المناجم. بدلًا من ذلك، رخص واط وشريكه في العمل ماثيو بولتون أمر إجراء التعديلات لمشغلي المحركات، متقاضيين منهم جزءًا من المال الذي سيوفرونه في انخفاض تكاليف الوقود. لاقى التصميم نجاحًا كبيرًا، وتشكلت شركة بولتون وواط لترخيص التصميم ومساعدة الصانعين الجدد في بناء المحركات. افتتح كلاهما لاحقًا مسبك سوهو لإنتاج محركاتهما الخاصة.
في عام 1774، اخترع جون ويلكنسون آلة تخويش يكون فيها للمحور الذي يحمل أداة التخويش دعامات من كلا الطرفين، مارًا عبر الأسطوانة، على عكس آلات التخويش العتلية المستخدمة آنذاك. استطاع بهذه الآلة تخويش الأسطوانة بما يناسب محرك بولتون وواط التجاري الأول في عام 1776.
لم يتوقف واط قط عن تطوير تصاميمه. زاد هذا من سرعة دورة العمل، واخترع المنظمات (الحاكمات)، والصمامات الأوتوماتيكية، والمكابس التي تعمل بالجهتين، وأنواعًا من أجهزة الإقلاع الدورانية، والعديد من التحسينات الأخرى. سمحت تكنولوجيا واط بانتشار الاستعمال التجاري لمحركات البخار الثابتة.
أنتج همفري غينسبورو نموذج محرك بخار تكثيفي في ستينيات القرن الثامن عشر، وعرضه لريتشارد لوفل إدجوورث، وهو عضو في الجمعية القمرية. آمن غينسبورو بأن واط استخدم أفكاره في اختراعه، ولكن جيمس واط لم يكن عندها عضوًا في الجمعية القمرية، ويظهر كذب هذا الادعاء في كتاباته العديدة التي تفصل العمليات الفكرية التي أسفرت عن التصميم النهائي.
كانت القدرة لا تزال محدودة بالضغط المنخفض، وإزاحة الأسطوانة، ومعدلات الاحتراق والتبخر، وسعة المكثف. كان المردود النظري الأعظمي محدودًا بالفرق الصغير نسبيًا لدرجات الحرارة بين طرفي المكبس؛ يعني ذلك أن المحركات الأولى المنتجة يجب أن تكون كبيرة جدًا حتى يوفر محرك واط كميةً مفيدةً من القدرة، ولذلك كانت باهظة الثمن في بنائها وتركيبها.

### محركات واط ثنائية التأثير ومحركاته الدورانية
طور واط محركًا ثنائي التأثير يقود فيه البخار المكبس بكلا الاتجاهين، رافعًا بذلك سرعة المحرك ومردوده. رفع مبدأ التأثير الثنائي أيضًا خرج محرك بحجم فيزيائي محدد بمقدار كبير.
طورت شركة بولتون وواط المحركات الترددية وصولًا إلى النوع الدوراني. على عكس محرك نيوكومن، يمكن لمحرك واط العمل بسلاسة كافية ليرتبط بعمود إدارة (عمود قائد) -عبر تروس الشمس والأرض- لتوفير استطاعة دورانية بالإضافة إلى أسطوانات تكثيف ثنائية التأثير. بُني أول مثال باعتباره نموذج عرض، ورُكب في مصنع بولتون لتشغيل آلات صقل (تجليخ) الأزرار وما شابه. لذلك عرف باسم محرك الصقل. في محركات البخار الأولى، كان المكبس عادةً مرتبطًا عبر ذراع بجائز موازن بدلًا من أن يرتبط مباشرةً بحدافة، لذا كانت هذه المحركات تعرف باسم محركات الجوائز.
لم توفر محركات البخار الأولى سرعة ثابتة بما يكفي لعمليات حرجة كندف القطن. وللتحكم بالسرعة، كان المحرك يُستخدم لضخ الماء إلى عجلة مائية تغذي بدورها الآلة.